# Un récit de Fukushima. Le directeur parle
Un récit de Fukushima. Le directeur parle est un ouvrage de Franck Guarnieri et Sébastien Travadel, publié le 7 mars 2018, aux Presses Universitaires de France (PUF) en Hors collection. 
Cet ouvrage a été édité avec les soutiens des professeurs Dominique Bourg (Université de Lausanne), Jean-Pierre Dupuy (Université Stanford) et Jean-Marc Lévy-Leblond (Université de Nice).

## Contexte

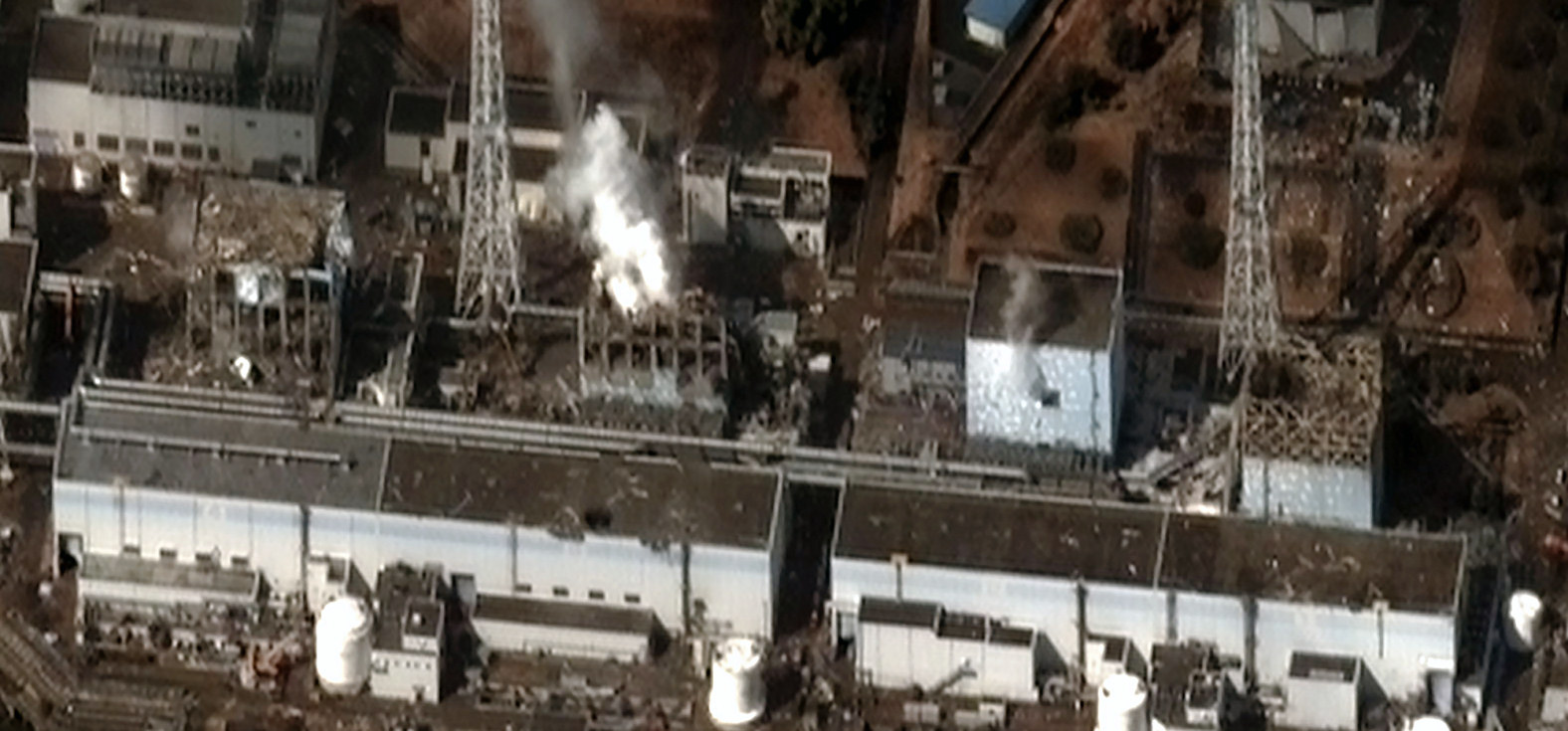
La centrale nucléaire de Fukushima Daiichi après le séisme et le tsunami du 11 mars 2011.

Cet ouvrage propose une lecture anthropologique et philosophique du témoignage de Masao Yoshida, le directeur de la centrale nucléaire de Fukushima Daiichi, accidentée le 11 mars 2011 à la suite d'un séisme et d'un tsunami. Parmi les 400 pages de l’audition du directeur, rendue publique en septembre 2014, les auteurs ont sélectionné des morceaux choisis, mis en scène tout en respectant l’ordre chronologique de la séquence de l’accident. Ces extraits sont issus de deux ouvrages parus en 2015 et 2016 aux Presses des Mines sous la direction de Franck Guarnieri : L’accident de Fukushima Daiichi. Volume 1, L’anéantissement et L’accident de Fukushima Daiichi. Volume 2, Seuls.

## Auteurs
Franck Guarnieri est directeur de recherche à MINES ParisTech / PSL Research University. Il dirige depuis 2008 le Centre de recherche sur les Risques et les Crises (CRC) de MINES ParisTech à Sophia Antipolis (Alpes Maritimes). Sébastien Travadel est maître assistant au CRC de MINES ParisTech.

## Structure de l’ouvrage
L’ouvrage est constitué de quatre parties. Un « avant-propos » retrace la genèse de l’ouvrage et motive le parti pris éditorial : une sélection d’extraits de l’audition du directeur de la centrale de Fukushima Daiichi (traduites en français, 400 pages relatant 28 heures d’audition) analysée selon une approche anthropologique et philosophique. Un « Rappel des faits » revient brièvement sur les causes de l’accident, les principaux moments clefs de la gestion de l’accident et l’état de l’installation à l’heure actuelle. La troisième partie de l’ouvrage, la plus importante, retrace le récit du directeur de la centrale. Chaque extrait est accompagné d’une courte introduction afin de le resituer dans la chronologie de l’accident. Dans cette partie, les auteurs développent aussi des notions centrales à leur réflexion en quelques pages (4 à 7), comme par exemple : l’émotion, l’imaginaire, le rapport au sacré et à la violence… La dernière partie « Survivre aux machines » propose une synthèse théorique qui réinterroge les modèles classiques de sureté nucléaire, en insistant sur leurs limites et ouvre le débat sur la place du récit dans le retour d’expérience sur les catastrophes et les accidents.

## Accueil critique
Trois journaux nationaux ont publié un article à la parution de l’ouvrage de Franck Guarnieri et Sébastien Travadel. Le journal Le Monde, sous la plume de Pierre Le Hir, dans son article « Retours à Fukushima, sept ans après » qualifie l’ouvrage de « saisissant » qui « plonge le lecteur dans l’effroi », le témoignage de Masao Yoshida, directeur de la centrale de Fukushima Daiichi durant l’accident nucléaire du 11 mars 2011, est vu comme « un roman glaçant, dans un huis clos crépusculaire ». Médiapart, dans « Nucléaire : les imparables leçons de la catastrophe de Fukushima », Jade Lindgaard  confronte les points de vue de Masao Yoshida et de Naoto Kan, Premier Ministre du Japon au moment de l’accident. Dans Les Inrocks, Nidal Taibi  titre « Fukushima : quand la créature échappa à ses maîtres » et insiste sur la « lecture anthropologique, (qui) se conjugue (à) une autre plutôt d'ordre philosophique » pour relater « un combat à mort ».